# Banshee (trình đa phương tiện)
Banshee là một media player nguồn mở, được gọi là Sonance cho đến 2005. Được xây dựng trên Mono và Gtk#, nó dùng nền tảng đa phương tiện GStreamer để mã hóa và giải mã nhiều định dạng media khác nhau, bao gồm Ogg Vorbis, MP3 và FLAC. Banshee có thể chơi và nhập các đĩa audio CD và hỗ trợ nhiều thiết bị media cầm tay, bao gồm iPod của Apple, các thiết bị Android và máy nghe nhạc ZEN của Creative. Các tính năng khác bao gồm tích hợp Last.fm, album ảnh nghệ thuật, playlists thông minh và hỗ trợ podcast. Banshee được phát hành dưới các điều khoản của MIT License. Phiên bản ổn định có sẵn cho nhiều [[bản phân phối Linux, cũng có một bản beta preview cho Mac OS X và một bản alpha preview cho Windows.

## Plugins
Banshee hỗ trợ các plugin để mở rộng và tùy biên phần mềm. Tính đến  năm  2012 Các plugin ổn định bao gồm:
- Audioscrobbler: Thêm khả năng báo cáo bài hát chơi danh sách nhạc Last.fm của người dùng, và chơi các đài phát thanh last.fm (thư viện của người dùng, thẻ, tương tự, vv).
- DAAP music sharing: Cho phép chia sẻ các thư viện âm nhạc với iTunes và các phần mềm tương thích âm nhạc DAAP. Phiên bản hiện tại của Banshee chỉ tương thích một phần với iTunes 7, cho phép iTunes mở một thư viện Banshee, nhưng không phải ngược lại.
- iPod manager: Cho phép việc chuyển giao các bài hát, video, và album nghệ thuật và thiết bị.
- Metadata searcher using Musicbrainz: Tự động truy xuất các thư viện bị thiếu và bổ sung

 siêu dữ liệu cho các thư viện, bao gồm album nghệ thuật.
- Music Recommendations using Last.fm: Đề xuất các bài hát dựa trên bài hát hiện đang chơi.
- Mini-Mode plugin: Cung cấp một cửa sổ nhỏ với các điều khiển phát lại tối thiểu và thông tin bài hát.
- Multimedia keys support in GNOME: Banshee có thể được kiểm soát thông qua các phím đa phương tiện cấu hình thông qua GNOME.
- Notification Area Icon: Thêm một biểu tượng vùng thông báo trong GNOME.
- Podcasting: Cho phép Banshee đăng ký nguồn cấp dữ liệu podcast được cập nhật một cách thường xuyên.
- Radio: Cung cấp hỗ trợ cho các đài phát thanh trực tuyến Internet.

## Hỗ trợ đa nền tảng
So với các bản cho Linux, trong đó có phiên bản ổn định, các phiên bản cho Mac OS X được xem là có chất lượng beta, và cho Windows là chất lượng alpha.
Phát hành alpha đàu tiên của Banshee trên Windows là Banshee 1.9.4, phát hành ngày 23/2/2011.

## Lịch sử phát hành
Danh sách các bản phát hành chính thức Lưu trữ ngày 15 tháng 6 năm 2010 tại Wayback Machine

| Phiên bản    | Ngày phát hành            | Các thay đổi chính |
| ------------ | ------------------------- | --- |
| 1.0          | 5/6/2008                  | - Album Browser - Hàng đợi phát - Now Playing section - Hỗ trợ Video - Hỗ trợ Audio CD - Rip CD / Ghi đĩa - Hỗ trợ Podcast - Tích hợp nút Next/Shuffle - Hỗ trợ các thiết bị (MTP, iPod, Mass storage) - Chế độ Mini - Bìa tự động |
| 1.2          | 29/7/2008                 | - 10-band Equalizer - Internet radio - Music recommendations - DAAP client - Nhập Playlist - Hỗ trợ biên soạn album - Hướng dẫn sắp xếp lại danh sách nhạc và hàng đợi chạy - Amarok migration |
| 1.2.1        | 12/8/2008                 | - Phát hành sửa lỗi |
| 1.4.1        | 10/11/2008                | - Cải thiện hỗ trợ thiết bị - Hỗ trợ cho HTC Android G1 - Hỗ trợ cho Mac OS X - Trình biên tập track mới - Công cụ quét lại thư viện mới |
| 1.4.2        | 20/1/2009                 | - Phát hành sửa lỗi |
| 1.4.3        | 4/3/2009                  | - Hỗ trợ cải thiện MTP - Device playlist sync |
| 1.5.0        | 1/6/2009                  | - Rhythmbox migrator - Beats Per Minute detection - Tự động chấm điểm - Cột thông tin cấp giấy phép Creative Commons - Thư viện địa điểm riêng biệt cho âm nhạc, video và podcast |
| 1.5.1        | ngày 13 tháng 10 năm 2009 | - Chế độ Shuffle mới - Auto DJ - Hỗ trợ cho thiết bị webOS - Hỗ trợ cho điện thoại Samsung Galaxy |
| 1.5.2        | ngày 20 tháng 11 năm 2009 | - iTunes importer - Supports searching and streaming from the Internet Archive - Support for Pulse và Droid phones - Uses Last.fm 2.0 API |
| 1.5.3        | ngày 27 tháng 1 năm 2010  | - Đồng bồ thiết bị từ playlist - Type-ahead Find - Tùy chọn bao gồm nghệ thuật ở góc dưới bên trái - Editable cover art - Separate library for audiobooks - Library-folder watcher - eMusic Importer/Downloader |
| 1.5.4        | 24/2/2010                 | - Thiết lập cân bằng - Hỗ trợ Nokia N900 |
| 1.5.5        | 10/3/2010                 | - Gapless playback - Xem Album dạng lưới - YouTube extension |
| 1.5.6        | 20/3/2010                 | - Phát hành sử lỗi |
| 1.6.0        | ngày 31 tháng 3 năm 2010  | - Cumulative update for everything since version 1.5.1 |
| 1.7.0        | ngày 5 tháng 5 năm 2010   | - Khả năng remote máy chủ DAAP |
| 1.7.1        | ngày 26 tháng 5 năm 2010  | - Cải tiến cho các hỗ trợ Audiobook, layout |
| 1.7.2        | 30/6/2010                 | - Sửa lỗi nhỏ |
| 1.7.3        | ngày 21 tháng 7 năm 2010  | - Amazon MP3 Store and downloader - Miro podcast directory - Bulk metadata fixup extension |
| 1.7.4        | 11/8/2010                 | - Hướng dẫn sử dụng |
| 1.7.5        | 1/9/2010                  | - iPod and iPhone / iPod Touch support - No more HAL dependency |
| 1.7.6        | 15/9/2010                 | - Phát hành sử lỗi |
| 1.8.0        | 29/9/2010                 | - Tích lũy cập nhật cho tất cả mọi thứ kể từ phiên bản 1.6.0 |
| 1.9.0        | 10/11/2010                | - Artist/Album Browser Track Actions - 'Play After' Queue Options - User Interface Improvements |
| 1.9.1        | ngày 15 tháng 12 năm 2010 | - Ubuntu One Music Store and SoundMenu Extensions - Added support for embedded and external subtitles |
| 1.9.2        | ngày 18 tháng 1 năm 2011  | - Add support for Nexus S and Xperia X10 mini pro - Many improvements and fixes to the F1 user guide - SoundMenu: Implement the proper close/quit behavior - MPRIS: Implement the Playlists interface - Improved write-metadata-to-file performance |
| 1.8.1        | ngày 28 tháng 1 năm 2011  | - Bugfix release |
| 1.9.3        | ngày 2 tháng 2 năm 2011   | - Various fixes and improvements to the Windows build - MPRIS: Implement the recently added PlaylistChanged signal - SoundMenu: Implement the new registration process - Daap: Keep a list of recently used remote servers - Add back counts for top level libraries - Various other bug fixes |
| 1.9.4        | ngày 23 tháng 2 năm 2011  | - Development release and 2.0-release dependency freeze - First alpha release of the Windows build - Multimedia-Keys: Support Pause, FastForward, Rewind, Repeat and Shuffle - Advertise lastfm scheme handling in the.desktop files - Various other bug fixes (25 fixed since 1.9.3) |
| 1.9.5        | ngày 9 tháng 3 năm 2011   | - Development release, 2.0-release string freeze and 2.0-release feature freeze - Add support for handling u1ms:// links - Windows: Add Windows 7 thumbnail toolbar playback buttons - OS X Build: Work with new bockbuild, add MonoMac - Various other bug fixes (20 fixed since 1.9.4) |
| 1.9.6        | ngày 23 tháng 3 năm 2011  | - Rename banshee-1 to banshee in preparation for 2.0 - AmazonMp3.Store: amazon.ca support - MiroGuide: Handle Listen links from front page - Dap: Add support for Sharp IS01 - Playlists: Recognize m3u playlists without header - LibraryWatcher: Guard against watching incorrect dirs - MassStorage: Support Sirius Alpha Android phone - WebOSDevice: Support playlists - Windows: Auto-update functionality |
| 2.0.0        | ngày 6 tháng 4 năm 2011   | - 2.x major-number release - Artist/Album Browser Track Actions - 'Play After' Queue Options - User Interface Improvements - Ubuntu One Music Store and SoundMenu Extensions - Subtitles |
| 2.1.0        | ngày 12 tháng 5 năm 2011  | - eMusic store support - Various bug fixes (51 fixed since 2.0) |
| 2.2.1        | ngày 21 tháng 9 năm 2011  | - Support for the following Android devices: New Devices Supported: Motorola Atrix, Notion Ink Adam, Samsung Galaxy Ace, Samsung Galaxy S2, Xperia X12 - Support for the Barnes & Noble Nook - Support default Internet radio stations - Various bug fixes (108 fixed since 2.0.0) |
| 2.4.0        | March 2012                | - Support for UPnP - DVD video support - Additional search filters - Improvements to the interface |
| 2.5.x series | Q4 2012                   | - gtk+ v3 - GStreamerSharp engine by default |

| Màu sắc | Nghĩa                        |
| ------- | ---------------------------- |
| Red     | Phát hành cũ                 |
| Green   | Phát hành hiện tại           |
| Orange  | Phát hành đang phát hiện tại |
| Blue    | Phát hành tương lai          |

## Helix Banshee
Helix Banshee là một phiên bản của Banshee, đóng gói trong các phiên bản cũ hơn của SUSE Linux Enterprise Desktop và openSUSE. It was based upon the Banshee core, nhưng với một plug-in để thêm các hỗ trợ cho nền tảng Helix cho việc phát lại và chuyển mã, thêm vào GStreamer.